# Christian Poulsen
Christian Bjørnshøj Poulsen (sinh ngày 28 tháng 2 năm 1980) là một cựu cầu thủ bóng đá Đan Mạch. Sau khi khởi đầu sự nghiệp với Holbæk, anh thi đấu cho một số câu lạc bộ tại châu Âu trong vai trò tiền vệ phòng ngự. Anh giành chức vô địch Đan Mạch với F.C. Copenhagen, giành Cúp Liên đoàn bóng đá Đức với Schalke 04, và Cúp UEFA với Sevilla của Tây Ban Nha, và sau đó còn thi đấu cho Juventus, Liverpool, Evian, và AFC Ajax.
Anh là thành viên của Đội tuyển bóng đá quốc gia Đan Mạch kể từ năm 2001, thi đấu 92 trận và ghi sáu bàn. Anh cùng Đan Mạch tham dự Giải vô địch bóng đá thế giới 2002, Giải vô địch bóng đá thế giới 2010 và Giải vô địch bóng đá châu Âu 2004. Poulsen đoạt giải Cầu thủ U-21 Đan Mạch xuất sắc nhất năm 2001 và là Cầu thủ xuất sắc nhất Đan Mạch các năm 2005 và 2006.

## Sự nghiệp câu lạc bộ

### Đan Mạch
Vào tháng 9 năm 2000, anh có trận ra mắt cho F.C. Copenhagen ở giải vô địch quốc gia Đan Mạch, và ký bản hợp đồng chuyên nghiệp với đội bóng sau đó 1 tuần. Poulsen đã chiếm được vị trí tiền vệ tấn công của đội bóng sau khi tuyển thủ Na Uy Ståle Solbakken gặp vấn đề về tim vào tháng 3 năm 2001. Poulsen nhanh chóng đạt dấu ấn ở giải đấu và giúp đội bóng vô địch mùa giải 2000-01.

### Đức
Sau World Cup 2002, Poulsen chuyển tới Schalke 04 với mức giá kỉ lục 7 triệu euro cho một cầu thủ Đan Mạch nhằm thay thế vị tri của lão tướng người Séc Jiří Němec. Sự khởi đầu của anh ở Schalke khá thuận lợi khi được chơi bên cạnh người đồng hương Ebbe Sand. Trong quãng thời gian ở Schalke, Poulsen có chơi một số trận ở vị trí hậu vệ phải, xong anh chỉ chơi thật sự thành công khi thi đấu ở vị trí tiền vệ. Màn trình diễn của anh trong màu áo Schalke và đội tuyển bóng đá quốc gia Đan Mạch đã giúp anh giành danh hiệu Cầu thủ Đan Mạch xuất sắc nhất năm 2005.

### Tây Ban Nha
Vào tháng 6 năm 2006, hợp đồng của Christian Poulsen và Schalke hết hạn. Anh được một số đội bóng ở Ý liên hệ như Inter Milan và AC Milan. Tuy nhiên sau đó cầu thủ người Đan Mạch ký hợp đồng với Sevilla của Tây Ban Nha. Trong trận ra mắt, Poulsen giúp Sevilla giành ngôi vô địch Siêu cúp bóng đá châu Âu sau chiến thắng 3-0 trước FC Barcelona vào ngày 25 tháng 8. Trong tháng đầu tiên chơi cho đội bóng, anh trở thành tân binh thi đấu hiệu quả nhất theo đánh giá của tờ Marca. Anh trở thành cầu thủ đầu tiên gianh hiệu cầu thủ xuất sắc nhất Đan Mạch trong 2 năm liền khi anh giành danh hiệu này vào năm 2006.
Anh giúp Sevilla bảo vệ thành công ngôi vô địch cúp UEFA vào mùa giải 2006-07.

### Ý
Vào ngày 14 tháng 7 năm 2008, Juventus khẳng định sự quan tâm tới tiền vệ phòng ngự Christian Poulsen.
Mức phí chuyển nhượng là 9,75 triệu euro, với bản hợp đồng 4 năm cùng mức lương 3 triệu euro một mùa. Vào ngày 8 tháng 2, Poulsen ghi bàn đầu tiên cho đội bóng ở phút 90 trong trận gặp Catania Calcio. Tuy nhiên, Poulsen không gây được nhiều ấn tượng trong những trận đầu tiên cùng Juve, và huấn luyện viên Ciro Ferrara cho biết rằng anh không nằm trong kế hoạch của ông ở mùa giải 2009-10. Tuy nhiên, Poulsen đã không được cho phép rời đội bóng sau khi Cristiano Zanetti tới ACF Fiorentina.

## Thi đấu quốc tế
Với phong đội tốt ở đầu mùa giải 2001-02, Poulsen được triệu tập vào đội tuyển bóng đá quốc gia Đan Mạch bởi huấn luyện viên Morten Olsen. Anh có trận ra mắt trong trận hoà 1-1 với đội tuyển bóng đá quốc gia Hà Lan vào ngày 10 tháng 11 năm 2001. Christian Poulsen được triệu tập cùng đội tuyển tham dự World Cup 2002 nhưng anh chỉ chủ yếu được vào sân từ ghế dự bị. Anh góp mặt trong cả ba trận ở vòng bảng. Tuy nhiên 2 chiếc thẻ vàng ở vòng bảng đã khiến anh không thể ra sân ở vòng knock out.

## Tai tiếng
Tại Euro 2004, trong trận hoà 0-0 trước đội tuyển bóng đá quốc gia Ý, Poulsen đã bị Francesco Totti của Ý nhổ nước bọt vào mặt. Totti sau đó bị treo giò 3 trận và đã phải xin lỗi công chúng, xong anh vẫn thừa nhận rằng Poulsen đã gây sự với anh.
Ở tứ kết lượt về cúp UEFA gặp Tottenham Hotspur, Poulsen đã dẫm lên đầu Jermaine Jenas. Tuy nhiên bởi hành động này đã không bị trọng tài nhìn thấy nên Poulsen đã không bị phạt.
Ở vòng loại Euro 2008 gặp đội tuyển bóng đá quốc gia Thụy Điển vào ngày 2 tháng 6 năm 2007, khi trận đấu đang có tỉ số hoà 3-3 ở phút 89, Poulsen đấm vào bụng Markus Rosenberg của Thuỵ Điển. Trọng tài Herbert Fandel ngay lập tức rút thẻ đỏ với Poulsen. Ngay sau đó, một cổ động viên quá khích của Đan Mạch đã xuống sân và định tấn công trọng tài này, rất may là các cầu thủ Đan Mạch đã can ngăn kịp thời. Sau đó Đan Mạch đã bị xử thua 3-0 và bị phạt 66.000 euro cùng việc không được chơi trận tiếp theo gặp đội tuyển bóng đá quốc gia Liechtenstein trên sân nhà mà phải chơi ở sân vận động cách Copenhagen 250 km mà không có khán giả. Còn Poulsen sau trận đấu đã bị công kích nặng nề từ phía các fan và không phải từ Rosenberg.